# Араухо, Хавьер
Хавье́р Арау́хо (исп. Javier Araújo Peñaloza; род. 26 декабря 1984, Агустин-Кодасси, департамент Сесар) — колумбийский футболист, выступавший на позиции полузащитника в 2000—2010-е годы.

## Биография
Хавьер Араухо — воспитанник «Онсе Кальдас». Начало 2000-х годов стало «золотым периодом» в истории клуба из Манисалеса. В 2003 году команда Луиса Фернандо Монтойи спустя 53 года сумела стать чемпионом Колумбии. В 2004 году «Онсе Кальдас» сенсационно стал победителем Кубка Либертадорес. В финале колумбийцы одолели аргентинскую «Боку Хуниорс» (0:0; 1:1, в серии пенальти 2:0). Араухо сыграл в трёх матчах в ходе этого розыгрыша, все три раза он выходил на замену. На групповом этапе он сыграл в одном матче против уругвайского «Феникса» (2:2), в следующий раз он появился на поле в домашнем матче 1/2 финала против «Сан-Паулу» (2:1). Араухо был в заявке в финальных матчах. В первой игре вышел на замену Арнульфо Валентьерре на 37 минуте, но на 74 минуте Монтойя провёл обратную замену, выпустив вместо Хавьера Вильмера Ортегона.
С перерывами в 2005 и 2007 годах, когда Араухо играл за «Депортиво Пасто» и «Чико», полузащитник сыграл за «Онсе Кальдас» в 112 матчах чемпионата Колумбии, отметившись девятью забитыми голами. В 2008 году перешёл в «Мильонариос». В 2010 году выступал за «Атлетико Уилу», но последнего значимого успеха добился в 2011 году с «Ла Экидадом», с которым занял второе место в чемпионате Апертуры.
В 2012 году выступал в Перу за «Хуан Аурич». После возвращения на родину играл за «Кукуту Депортиво», «Униаутоному» и «Вальедупар». Завершил карьеру в 2017 году.
В 2003 году в составе молодёжной сборной Колумбии принял участие в чемпионате мира в ОАЭ. На этом турнире колумбийцы заняли третье место. В 2007—2009 года провёл четыре товарищеских матча за главную сборную Колумбии.

## Титулы и достижения
- Чемпион Колумбии (1): 2003 (Апертура)
- Вице-чемпион Колумбии (1): 2011 (Апертура)
- Обладатель Кубка Либертадорес (1): 2004
- Бронзовый призёр молодёжного чемпионата мира (1): 2003